# Quirinal

Schematische Karte der sieben Hügel Roms

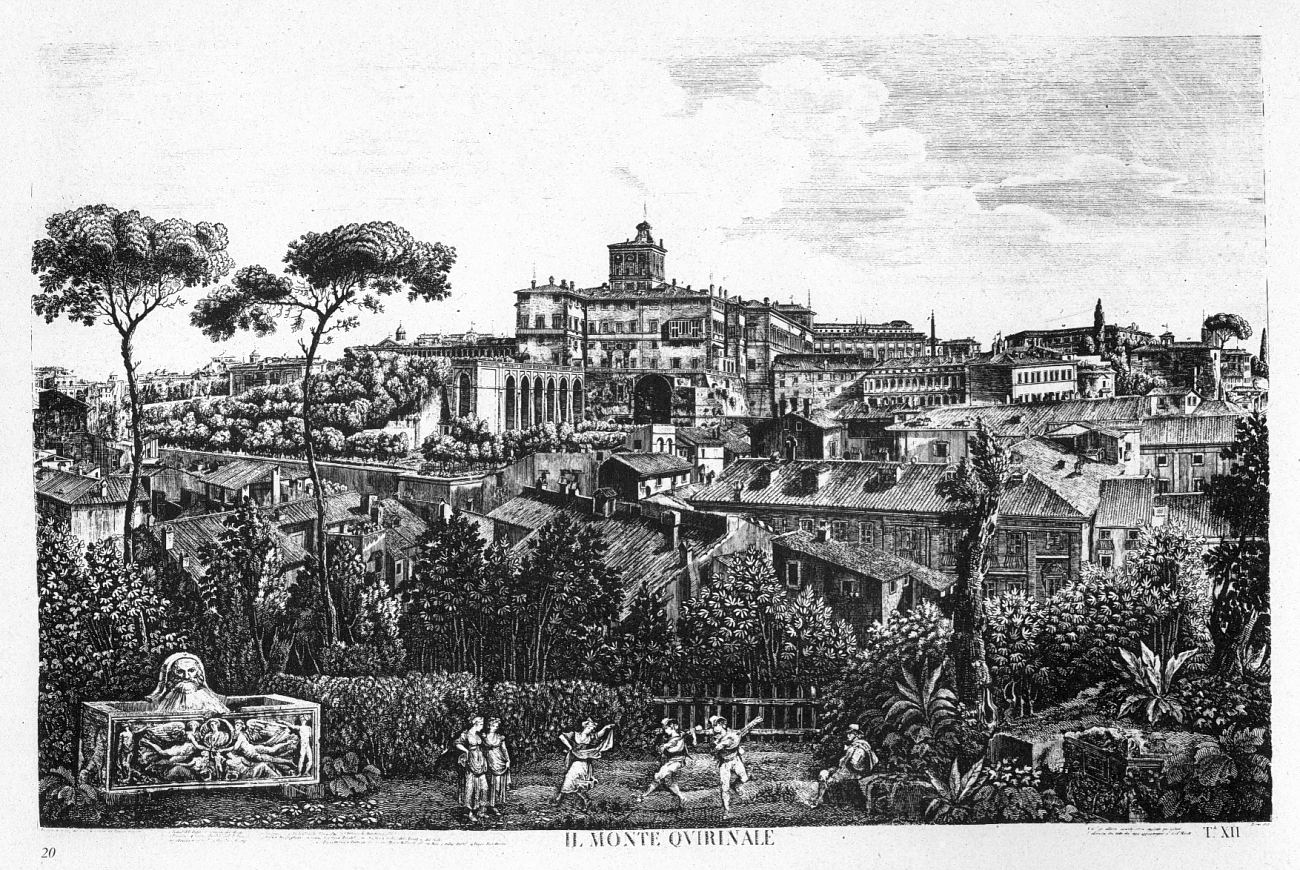
Stich des Hügels Quirinal von Luigi Rossini, 1827

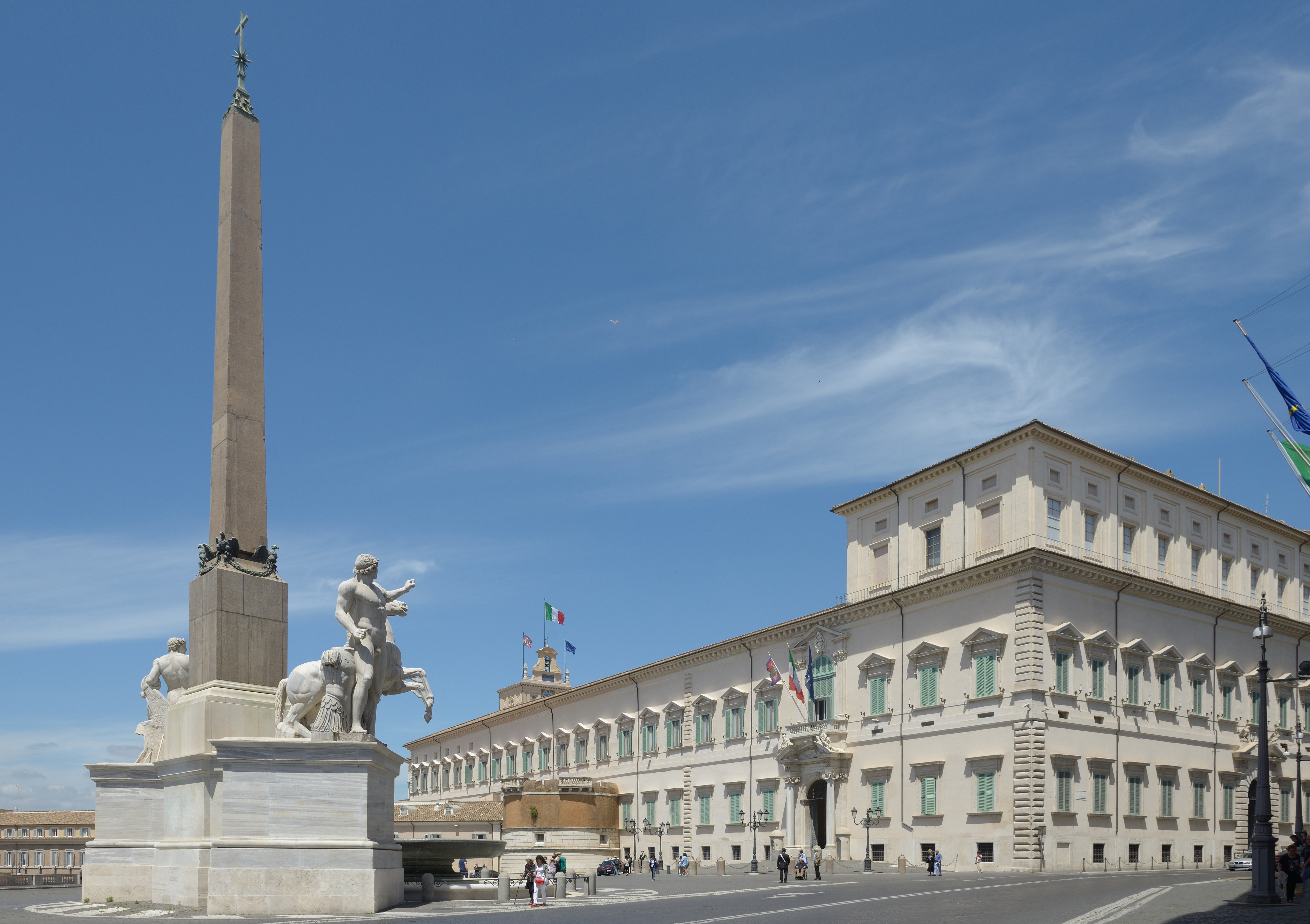
Palazzo del Quirinale (Quirinalspalast), Amtssitz des italienischen Staatspräsidenten

Der Quirinal (lateinisch Collis Quirinalis, italienisch Colle Quirinale) ist einer der sieben Hügel des klassischen Roms.

## Geografie
Die maximale Höhe des Quirinals beträgt etwa 57 m. Zusammen mit dem benachbarten Viminal (der wie der Quirinal nicht als mons Berg, sondern als collis Hügel bezeichnet wurde) bildete er die Tribus Collina; in augusteischer Zeit wurden die beiden Hügel Teil der 6. Region (Alta Semita).
Zentraler Platz am Quirinal ist die an den Palazzo del Quirinale angrenzende Piazza del Quirinale.

## Geschichte
Der Sage nach befand sich auf dem Quirinal eine Siedlung der Sabiner, in der König Titus Tatius nach dem Frieden zwischen Römern und Sabinern lebte. Die Sabiner hatten dort Altäre zu Ehren ihres Gottes Quirinus errichtet, die dem Hügel den Namen gaben. Dort befindet sich ein altes Villenviertel der römischen Oberschicht. Die Prachtvillen entstanden dort, weil die Luft auf der Anhöhe gesünder war als im damals sehr sumpfigen Tibertal. Aus römischer Zeit stammen die monumentalen Plastiken der Dioskuren, Castor und Pollux. Außer dem Tempel für Salus befanden sich auf dem Hügel ein Tempel des Serapis, ein Tempel des Quirinus sowie ein Tempel der Fortuna Euelpis.
In ausgesprochen dominanter Weise ist der Hügel geprägt vom Quirinalspalast aus dem 16. Jahrhundert, der ehemaligen Sommerresidenz der Päpste, die später bis 1946 Residenz der italienischen Könige war und heute als Amtssitz des Staatspräsidenten dient. Deshalb wurde die Bezeichnung Quirinal auch als Synonym für die italienische Regierung verwendet. Die ausländischen Botschafter „waren am Quirinal“, was eine Unterscheidung zum Vatikan bedeutet.
In den Jahren 1658 bis 1670 erbaute Gian Lorenzo Bernini dort die Kirche Sant’Andrea al Quirinale. Der Barockstil ist eigentümlich verwirklicht, denn die Kirche ist im Grundriss ein quergestellter Ovalbau, was bedeutet, dass die Achse vom Altar zum Eingang die kürzere ist. Auch die Kuppel ist oval. Die Innenausstattung wirkt sehr elegant durch die Farbgebung in hellem Altrosa, Hellgrau, Weiß und Gold.
An der Nordostseite des Quirinalspalast-Komplexes erbaute Francesco Borromini von 1634 bis 1641 eine sehr kleine, unscheinbar wirkende Kirche, die San Carlo alle Quattro Fontane. Sie wurde ohne Honorar erbaut. Diese Kirche hätte nach der Größe ihres Grundrisses Platz auf der Fläche eines Vierungspfeilers des Petersdoms. Sie gehört zum Orden der Trinitarier, dessen Gründer der heilige Karl Borromäus war. Von den Römern wird sie wegen ihrer geringen Größe liebevoll S. Carlino genannt. Sie ist mit ihrer Kreuzungsecke Bestandteil der Vier Brunnen-Anlage, deren Brunnen die Flussgötter Tiber und Arno sowie die Göttinnen Juno und Diana darstellen. In der westlichen Verlängerung zum Piazza Barberini liegt der Palazzo Barberini mit einem Teil des bedeutenden Kunstmuseums Galleria Nazionale d’Arte Antica (Nationalgalerie Antiker Kunst) und des Istituto Italiano di Numismatica (Italienisches Institut für Numismatik).
Auch die Nationalkirche der Katholiken der Vereinigten Staaten von Amerika befindet sich auf dem Quirinal. Sie ist der heiligen Susanna geweiht, die ihre Namensgeberin ist, und steht am Orte ihres Martyriums. Die Kirche gehört zum Kloster der Zisterzienserinnen.
Westlich der Piazza della Repubblica befindet sich in der Kirche Santa Maria della Vittoria ein weiterer, Gian Lorenzo Bernini zugeschriebener Kunstgegenstand, die im Jahre 1646 erstellte Szene der Verzückung der heiligen Theresa von Ávila. Die Kirche wurde nach 1605 von Carlo Maderno erbaut. Besonders die vorderste linke Seitenkapelle gibt einen guten Einblick in die Zeit des Hochbarock.
Die Kirche Santa Maria degli Angeli e dei Martiri ist aus dem Mittelteil der Thermen des Diokletian entstanden. Michelangelo begann mit ihrem Bau im Jahre 1563, schon ein Jahr später starb er.